# Comuna Perehrestivka, Romnî
Perehrestivka (în ucraineană Перехрестівка) este o comună în raionul Romnî, regiunea Sumî, Ucraina, formată din satele Boikove, Kașpurî, Kuzmenkove, Levondivka, Malearivșciîna, Oleksiivka, Perehrestivka (reședința), Savoiske și Ziuziukî.

## Demografie
Componența lingvistică a comunei Perehrestivka
     Ucraineană (97,06%)
     Rusă (2,6%)
     Alte limbi (0,25%)
Conform recensământului din 2001, majoritatea populației comunei Perehrestivka era vorbitoare de ucraineană (97,06%), existând în minoritate și vorbitori de rusă (2,6%).